# Palacio de los Martín

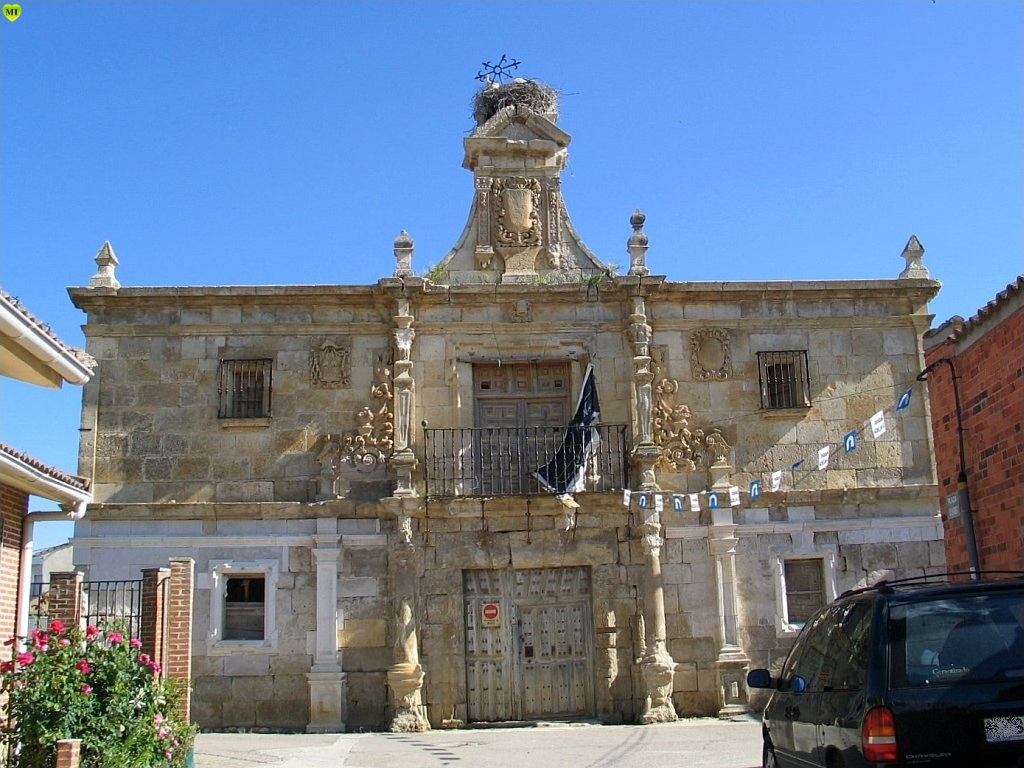
Estado actual de abandono del palacio

El Palacio de los Martín fue un complejo palaciego medieval que dio origen a la localidad terracampina de Villamartín de Campos, una de las cinco villas de la Laguna de la Nava. Se compuso originalmente de las casas principales, un hospital de peregrinos, una granja y su depósito, la antigua iglesia y las casas de la Inquisición.Actualmente solo se conservan algunos blasones, así como el Palacio del Obispo, erigido en el siglo XVIII por Felipe Martín y Ovejero, obispo de Oviedo, sobre el antiguo hospital de peregrinos.  

## Historia
El origen del complejo se remonta al siglo XV con la adquisición de las tierras a los condes de Osorno efectuadas por el linaje hidalgo de los Martín, descendientes del repoblador "Martinus" (c. 1353).No obstante la posesión de la villa, la jurisdicción se mantuvo sujeta al obispo de Palencia, a cuyo servicio se encontraron, hospedando asimismo la representación local del Santo Oficio, y albergando las casas inquisitoriales al interior del complejo. Asimismo, los Martín levantaron un hospital de peregrinos del camino jacobeo, una granja productiva con sus pósitos, una iglesia (después demolida), así como otras estructuras de las que actualmente no se conservan sino pocos vestigios.
Su decadencia vino con la participación de la comarca en la Guerra de las Comunidades de Castilla, tras la cual Villamartín fue desvinculada por el rey Carlos I de su sujeción al obispo palentino y vendida a la familia vallisoletana de los López de Milla.De la familia fundadora se documenta una extendida reorientación hacia Sevillay los virreinatos americanos, manteniéndose asimismo su presencia en las vecinas villas de Mazariegos y Revilla de Campos.
En el siglo XVIII los Martín revalidan sus derechos ante la Real Chancillería de Valladolid, autorizando su mayorazgo sobre el antiguo complejo medieval, aprovechado parcialmente por el clérigo Felipe Martín y Ovejero, luego obispo de Oviedo, quien levantó una casa-palacio sobre el antiguo hospital de peregrinos. A la muerte del obispo el Palacio del Obispo pasó a su sobrino Félix Díez de Quijada y Martín, oidor de la Real Audiencia de México, y tras él a su hijo, el arcediano José María Díez de Quijada y Martín, caballero de la Orden de Carlos III.
Con el tiempo, el palacio fue abandonado, manteniéndose en dicho estado hasta la fecha. Algunos blasones de las antiguas casas principales (hoy destruidas) se encuentran todavía sobre un muro adyacente.

## Palacio del Obispo
Los documentos de la villa indican la presencia en el mismo solar donde se erigió el palacio del siglo XVIII del antiguo hospital medieval de peregrinos ubicado en el mismo sitio.
La construcción presenta el modelo típico de casa palaciega terracampina, compuesta por dos niveles de planta cuadrada, construcción en piedra local, y motivos decorativos correspondientes a distintas etapas estilísticas. Posiblemente fue aprovechada la estructura anterior, asimilando su composición general al orden herreriano, tanto por su planta como por su ornamentación. Destaca la simetría de su fachada principal, con su puerta de honor, un ventanal central con balcón de honor, fabricado en herrería, así como diversos escudos heráldicos, y motivos episcopales y pontificios (tiara papal y llaves de San Pedro) referencias a la dignidad eclesiástica de su promotor, el obispo Felipe Martín. Se ornamenta su fachada principal con columnas, las del primer nivel correspondientes a parámetros clásicos, con basamentos y capiteles de orden jónico, que sostienen las columnas del segundo nivel, en forma de estípite, motivo correspondiente al barroco tardío. El palacio quedó constituido por dependencias dedicadas a la habitación familiar, establos y servidumbre. 